# 郵箱
郵箱，或稱郵筒，是常見於街道上，收集外寄信件的郵政設施，寄信人若果不便去郵政局，可以把信件投入到就近的郵箱，郵差會定時來郵筒收集信件運回郵局，再分類、運輸及派送。 郵箱是郵政局的固定資產，它是便民設施。
为了向公众展示统一的形象，邮政管理部门通常选择特定的颜色，使公众从总体上识别其服务。从目前各国邮政邮箱的主流颜色来看，红色是使用最为广泛的颜色。
中华人民共和国大陸地區的邮箱颜色统一为绿色。中华民国（台湾）則同時使用綠色（平信）及紅色（限時信件與國際郵件）。
郵箱有多種類型，包括：
- 圓筒形的邮箱又称郵筒（Pillar box），多見於英國或前英聯邦地區，也可见于大陆地区。
- 盒型邮筒，见于大陆地区和德国。
- 掛在柱子上的（Lamp box）
- 订在牆上的（Wall box），见于法国。

## 恐怖襲擊
1939年間，愛爾蘭共和軍曾於英格蘭的郵筒放下數個炸彈，作為他們S-Plan的部份計劃。

## 国家地区

### 中国
中国邮箱颜色为绿色，只有澳门例外为红色。香港邮箱颜色在1997年前为红色，1997年后改为绿色。

### 欧盟
大多数国家邮箱为红色或黄色。

### 俄罗斯
俄罗斯邮箱为蓝色。

### 美国

标准邮箱颜色。

美国邮箱为蓝色。

## 世界各地郵箱

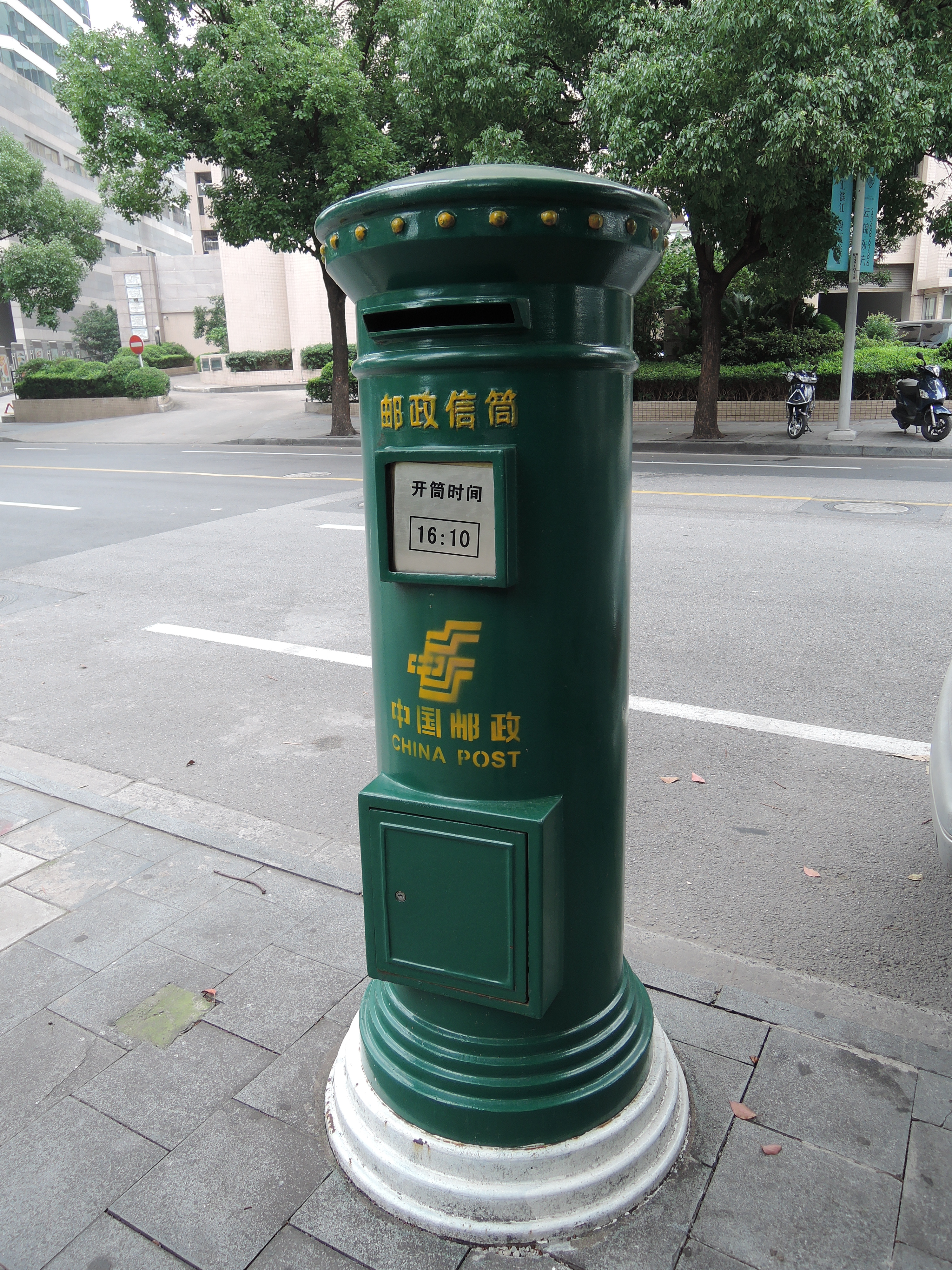
中國上海
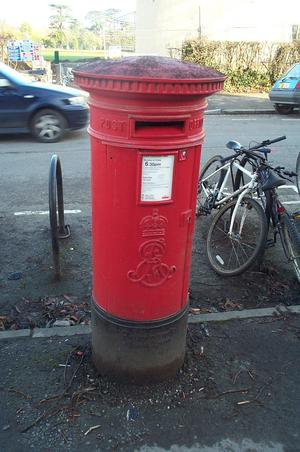
英国牛津曼斯菲尔德学院（英语：Mansfield College, Oxford）门前
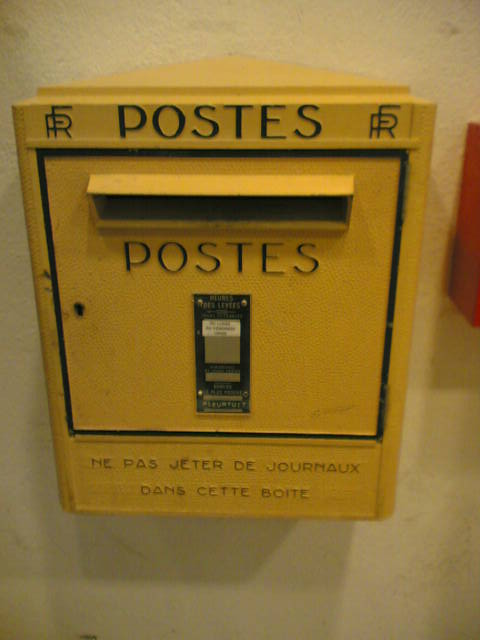
法國Dinard機場
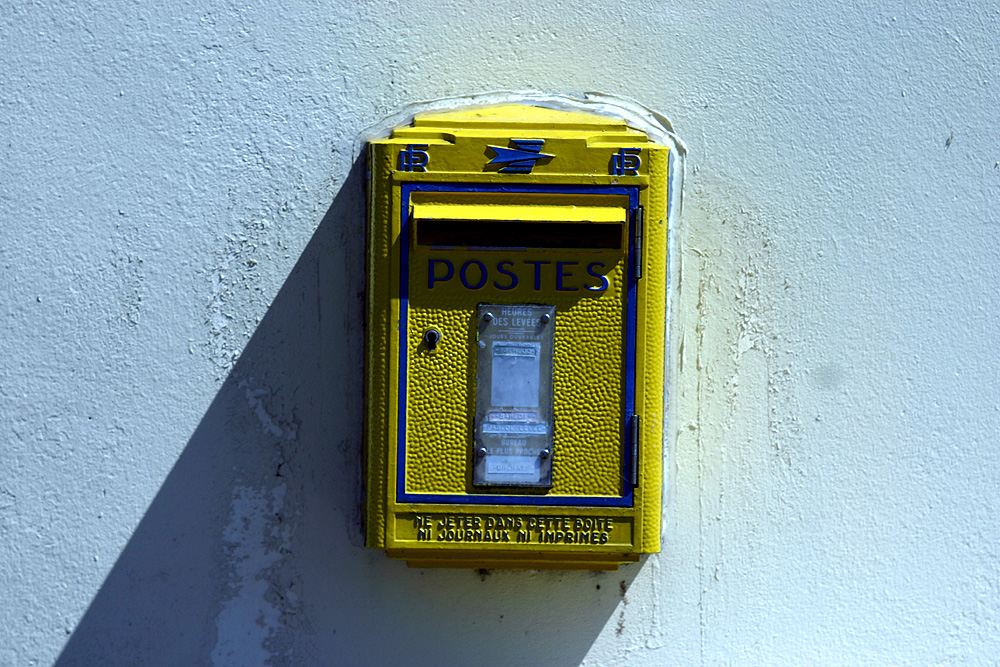
法國北部Bréhat（法语：Bréhat）
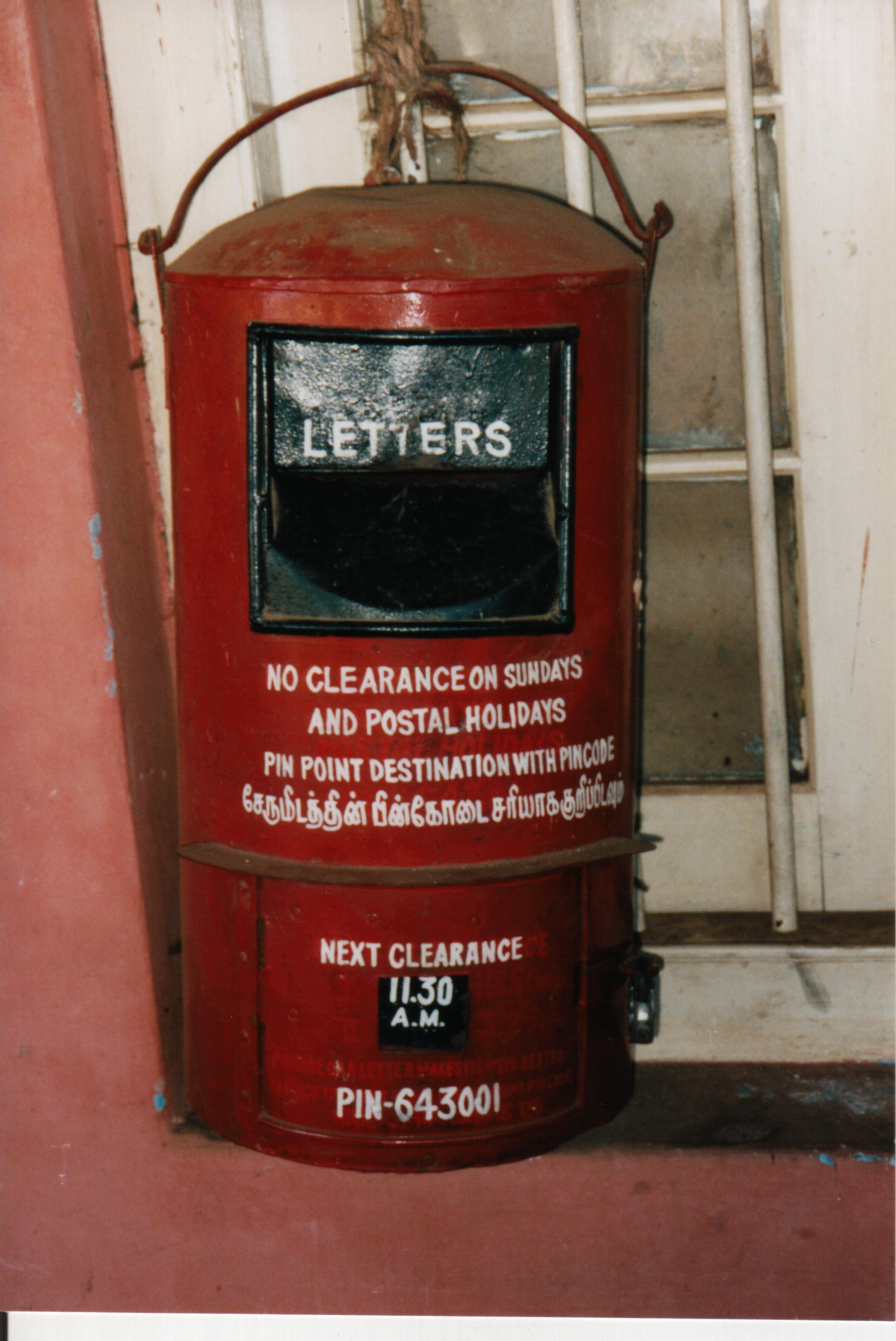
印度
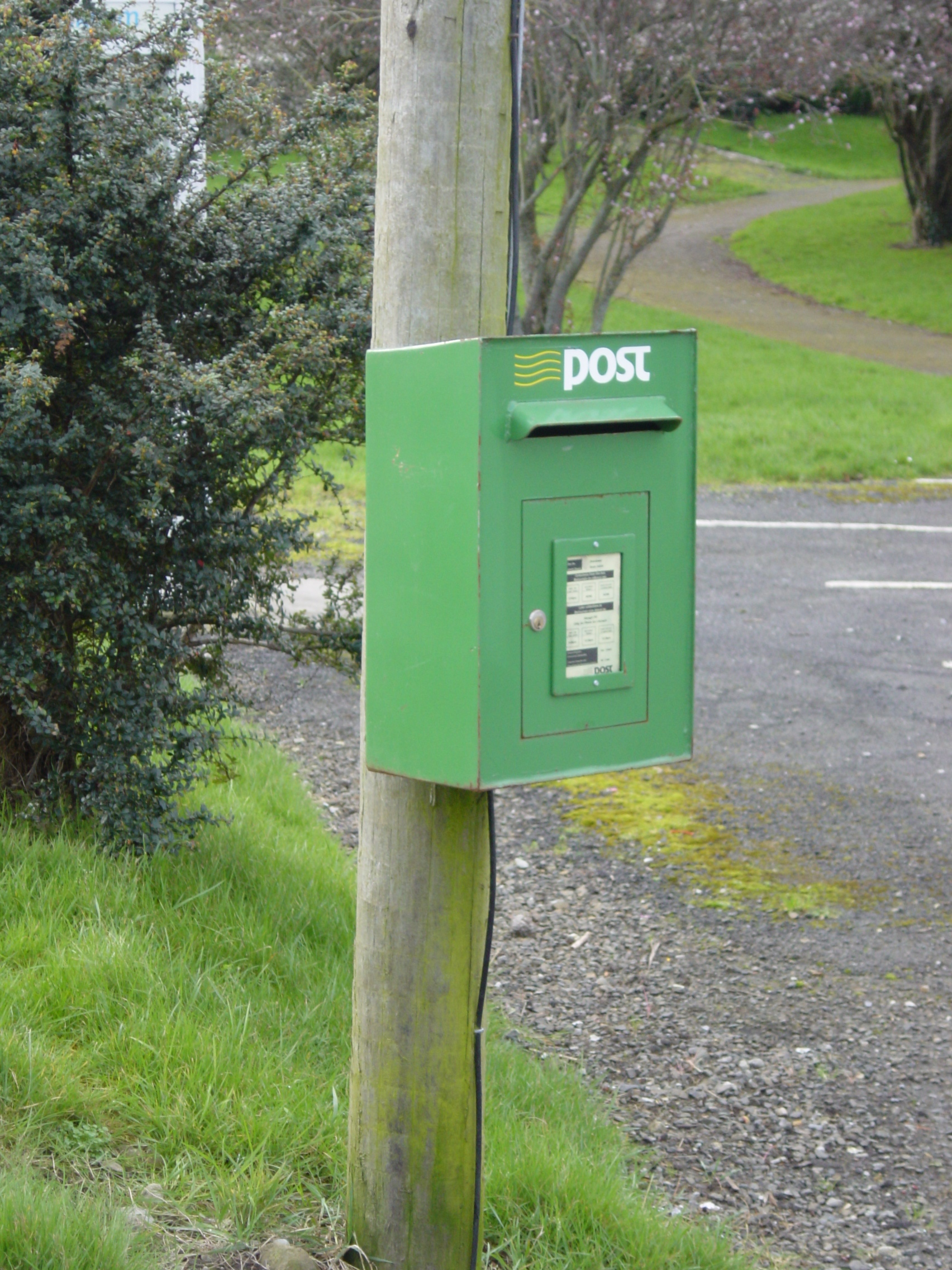
愛爾蘭
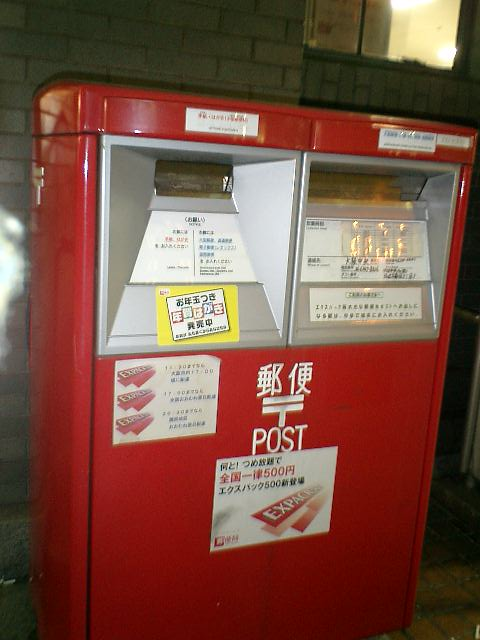
日本大阪中央郵局
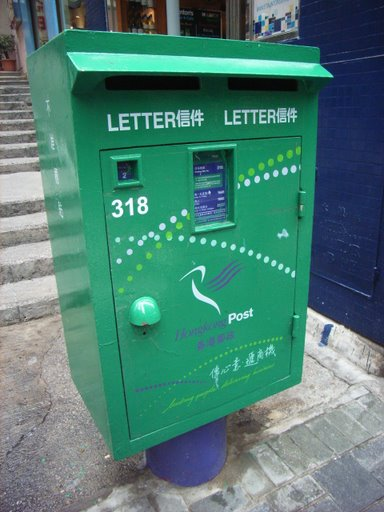
香港
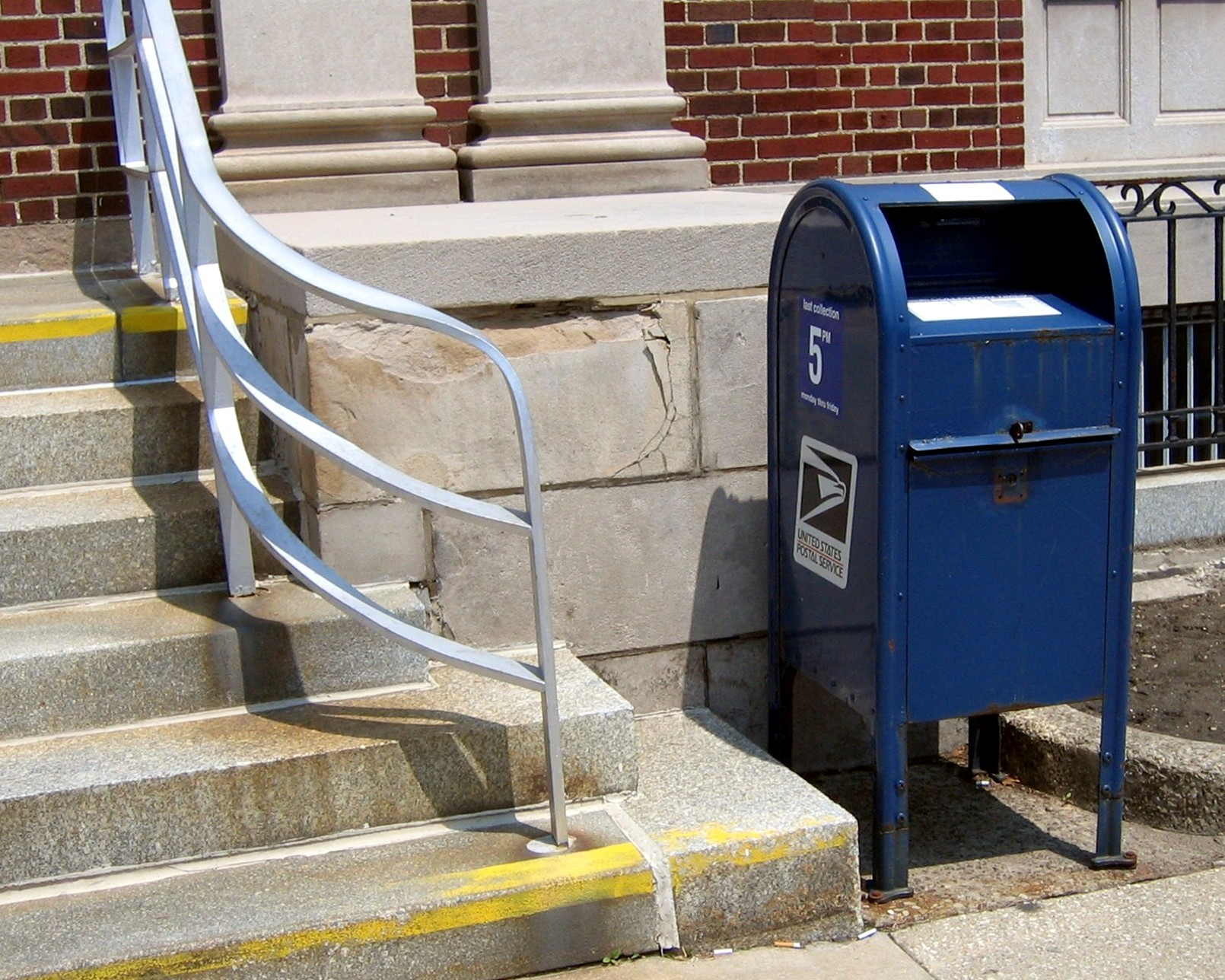
美国俄亥俄州一个邮局门前
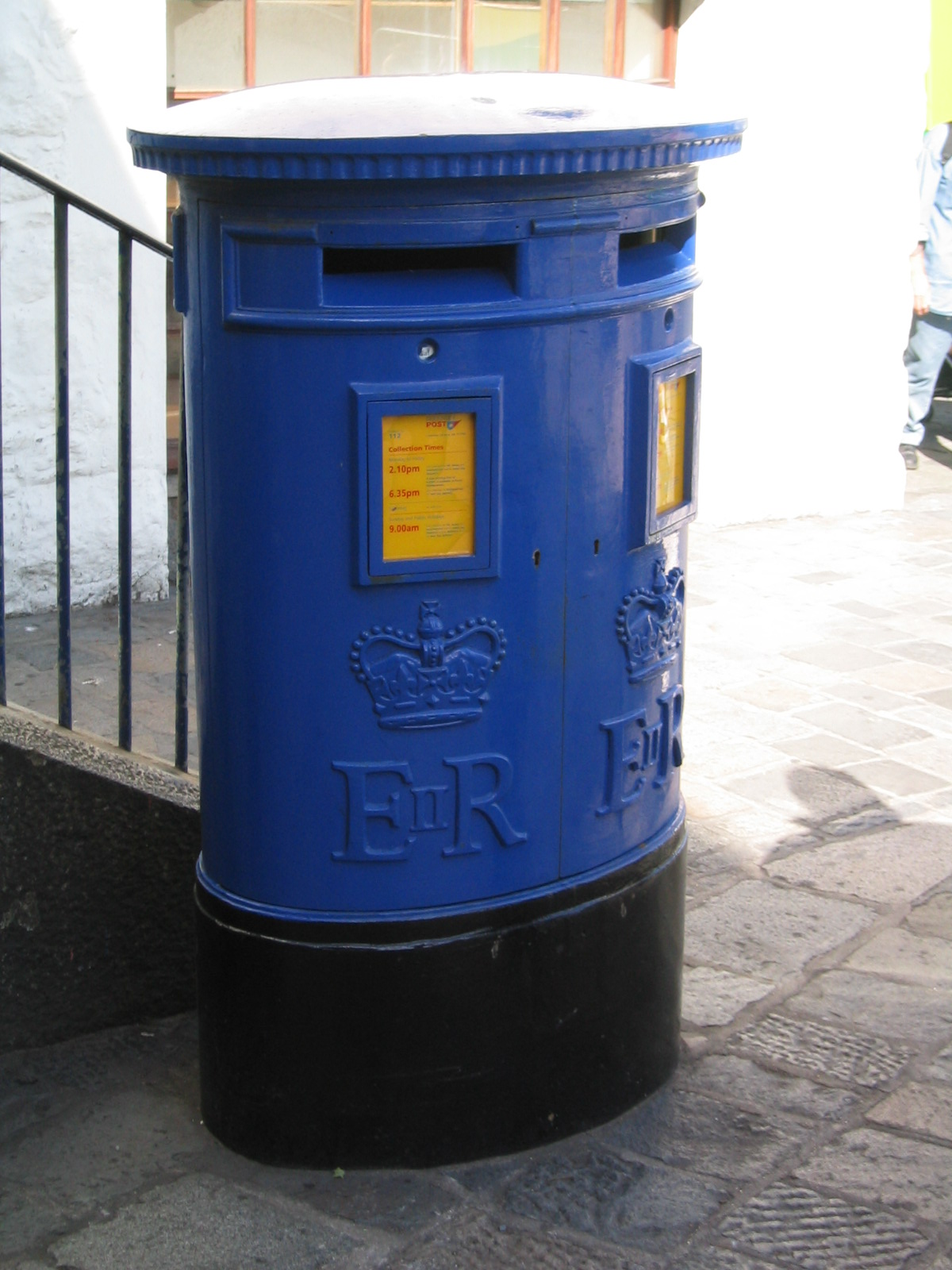
根西岛
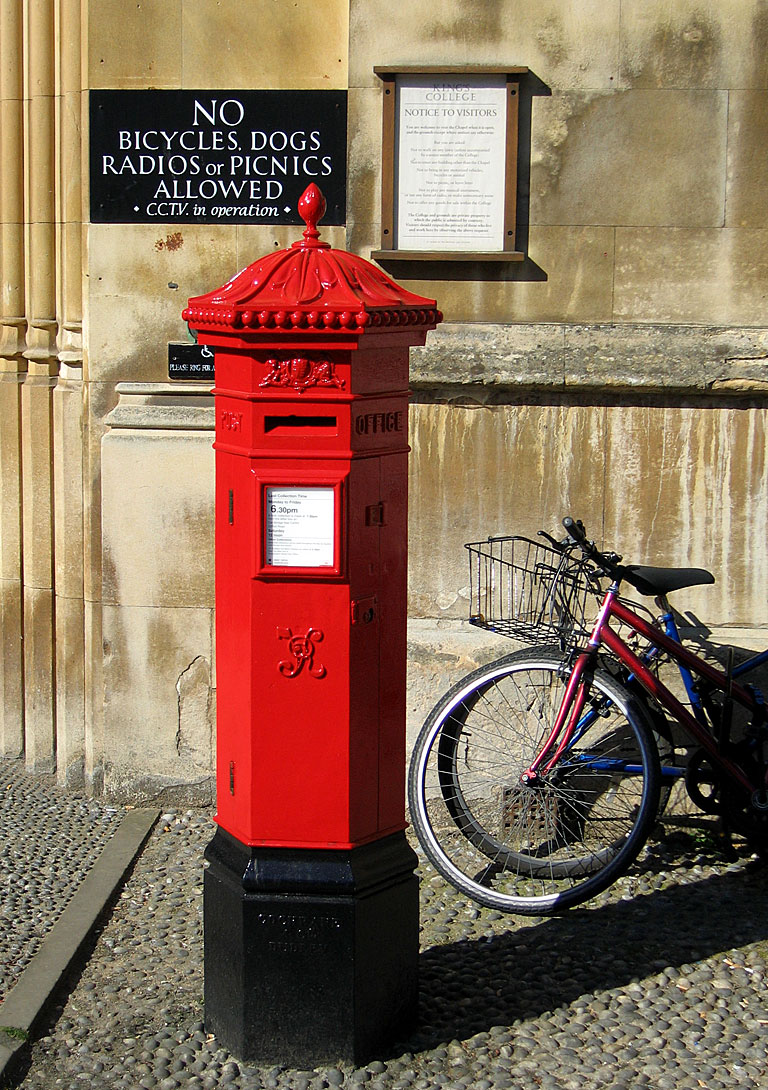
位於劍橋大學國王學院的維多利亞時代六角柱體形郵筒
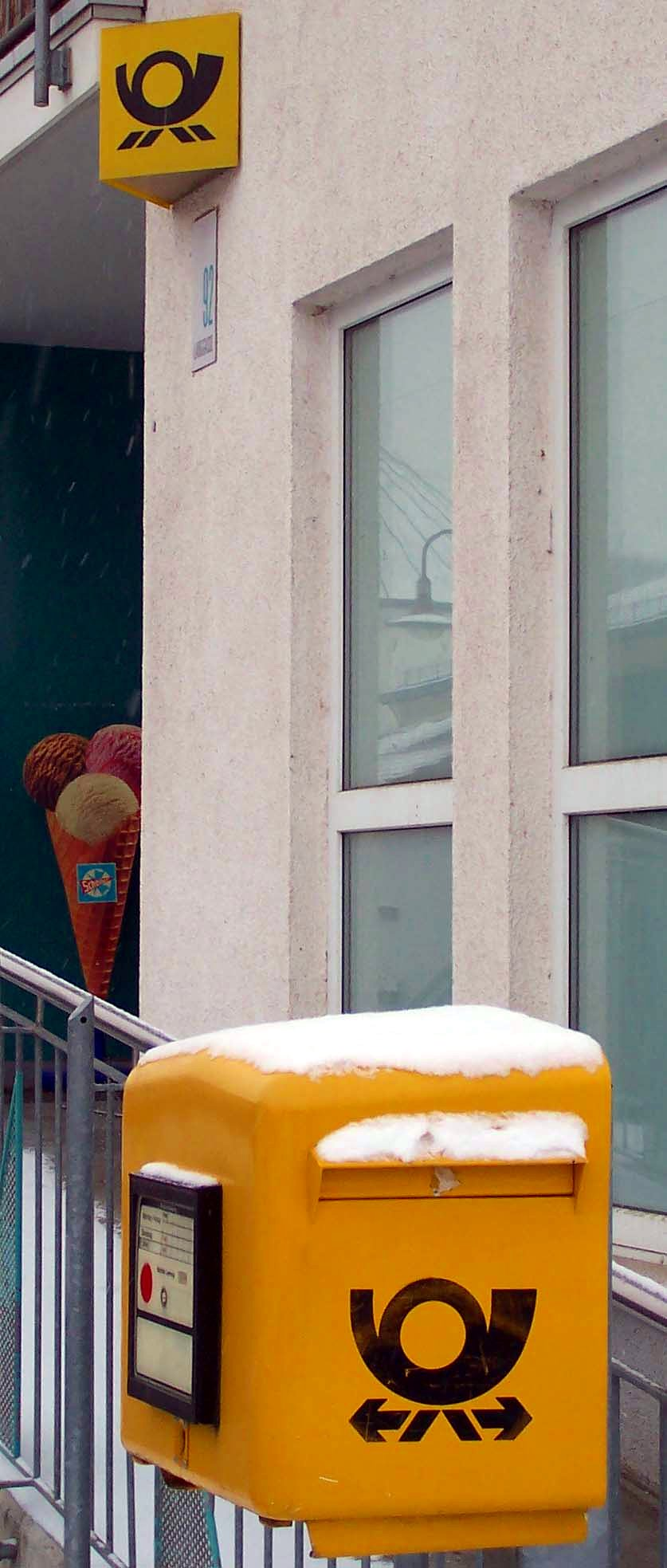
德国
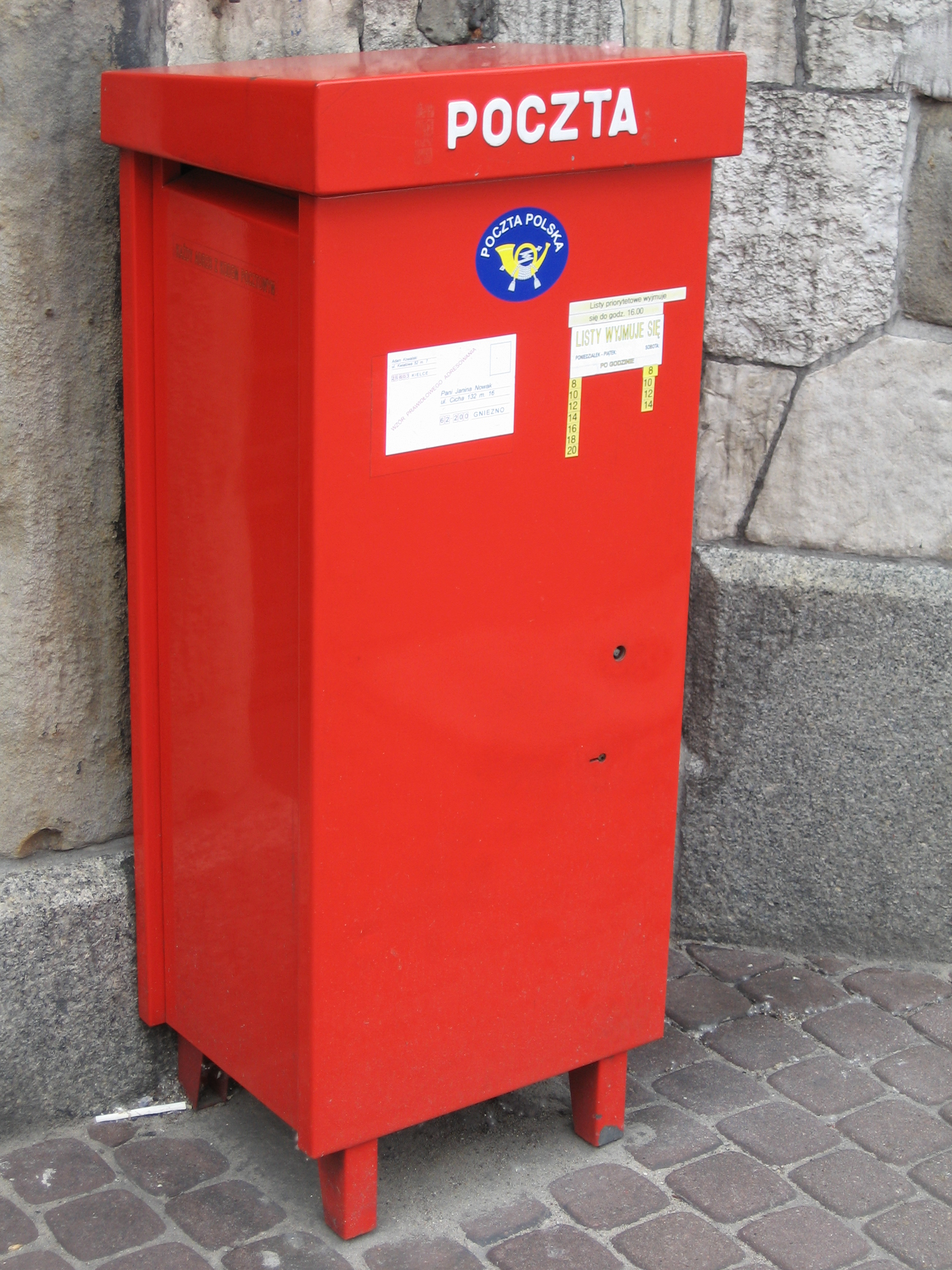
波蘭
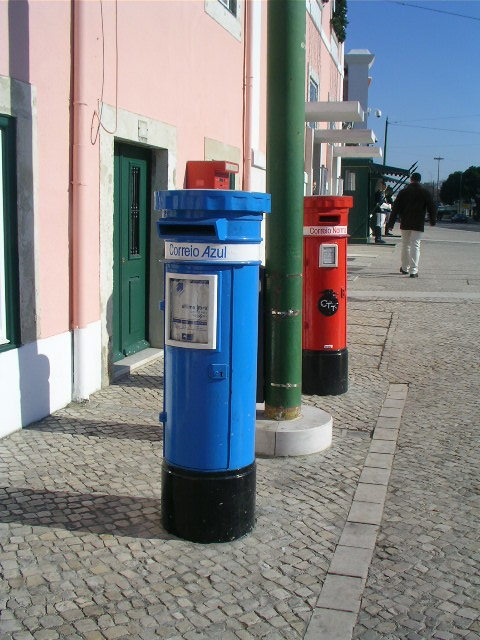
葡萄牙
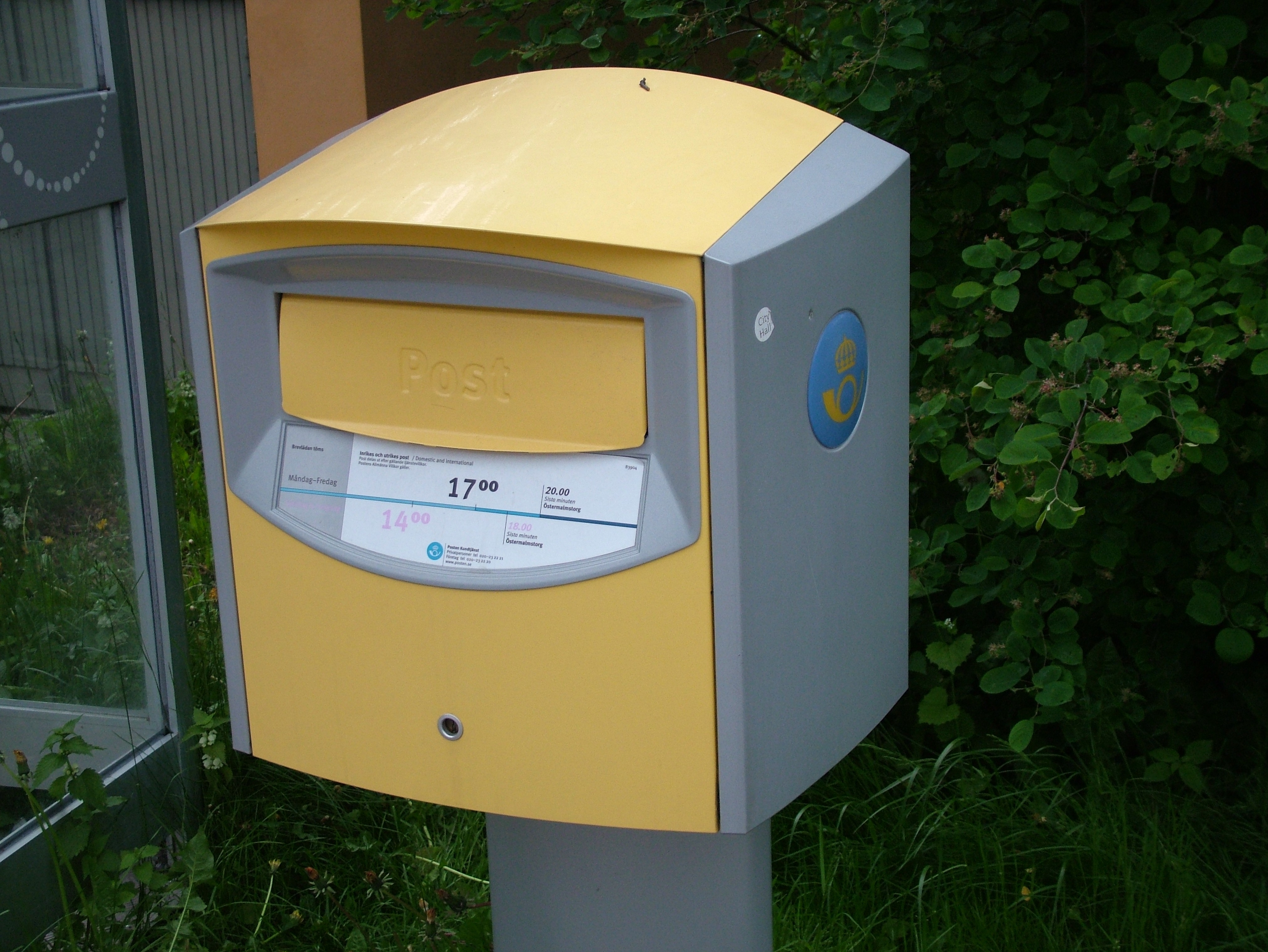
瑞典
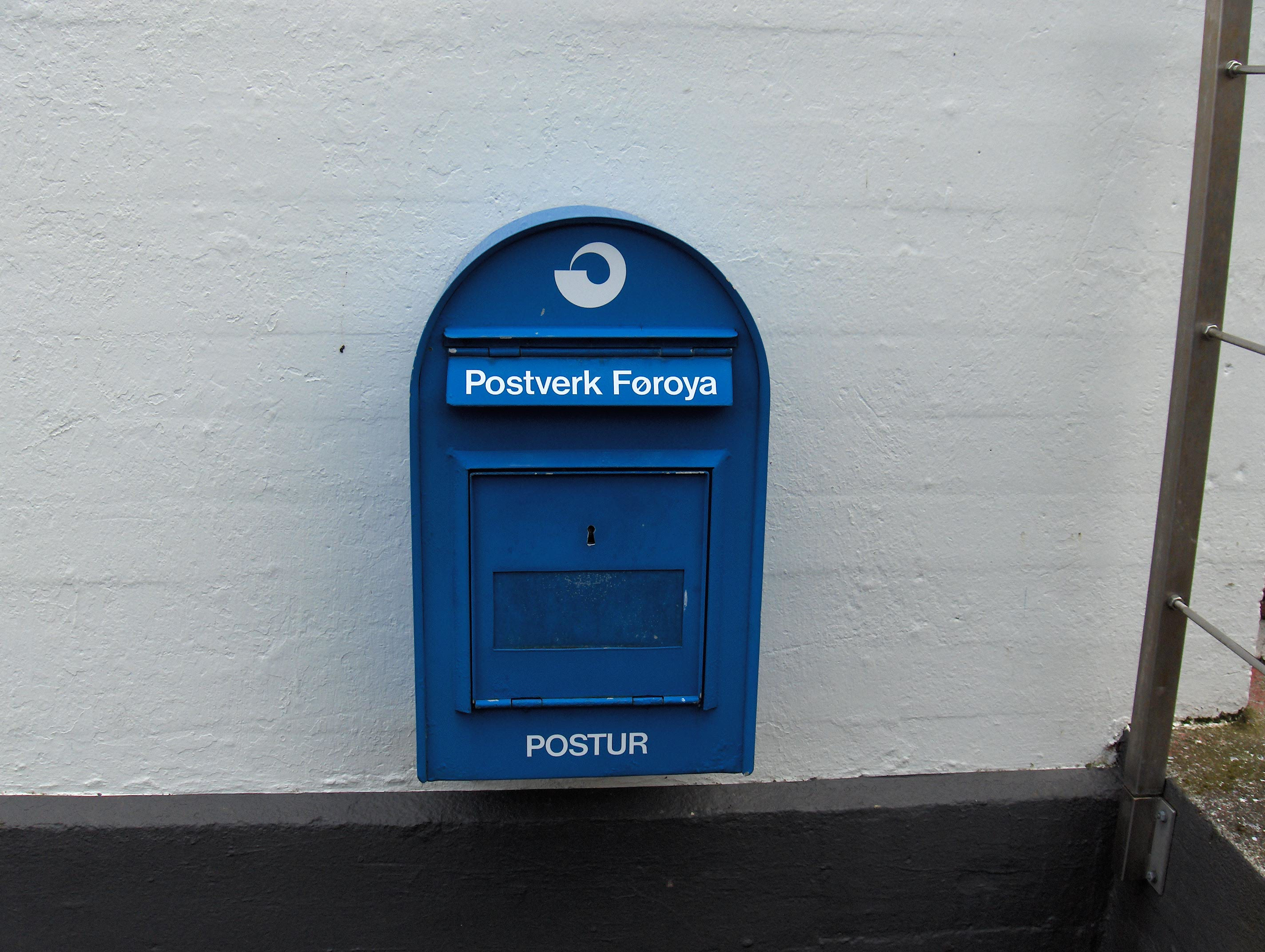
法罗群岛
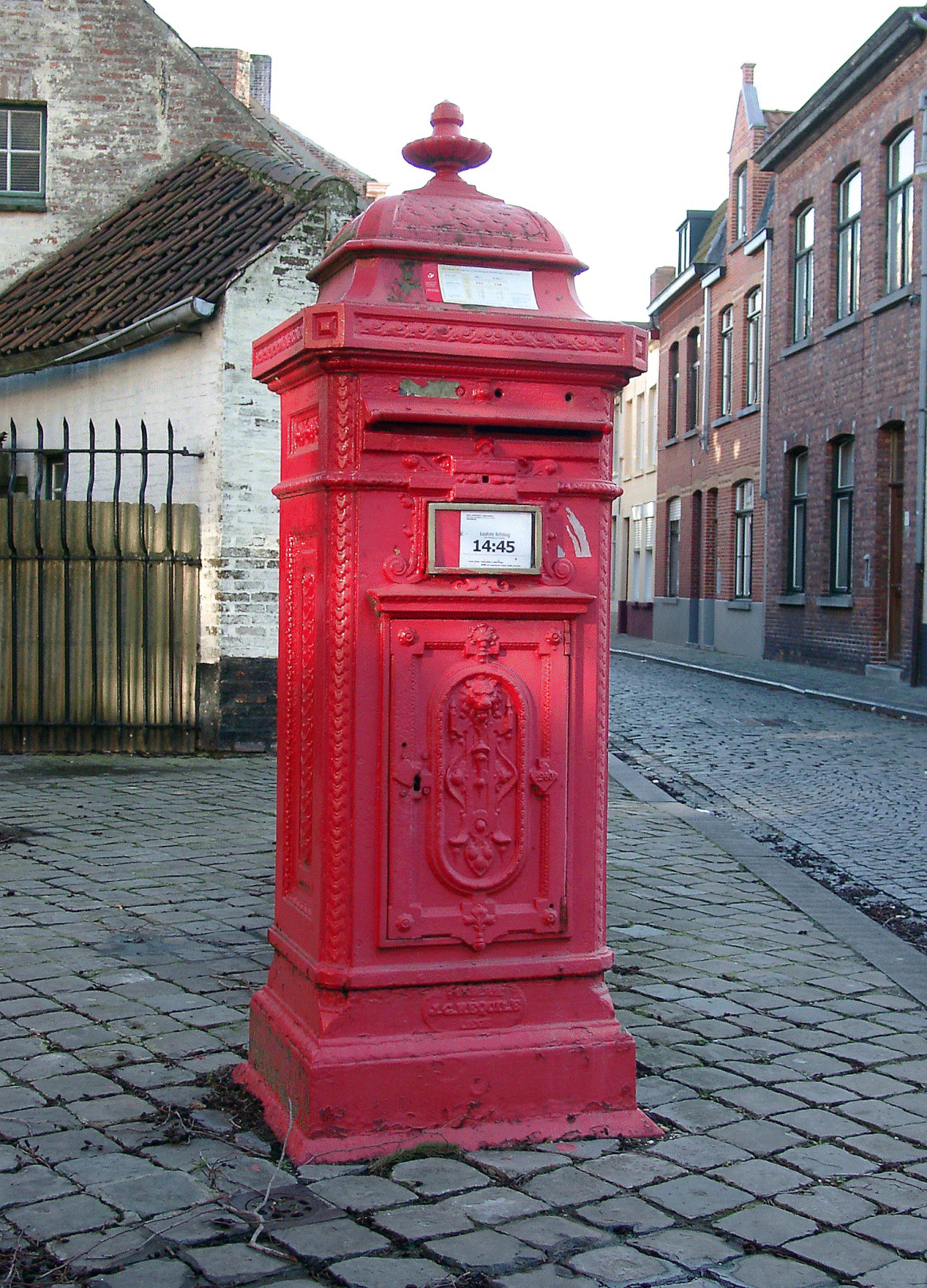
比利时布鲁日
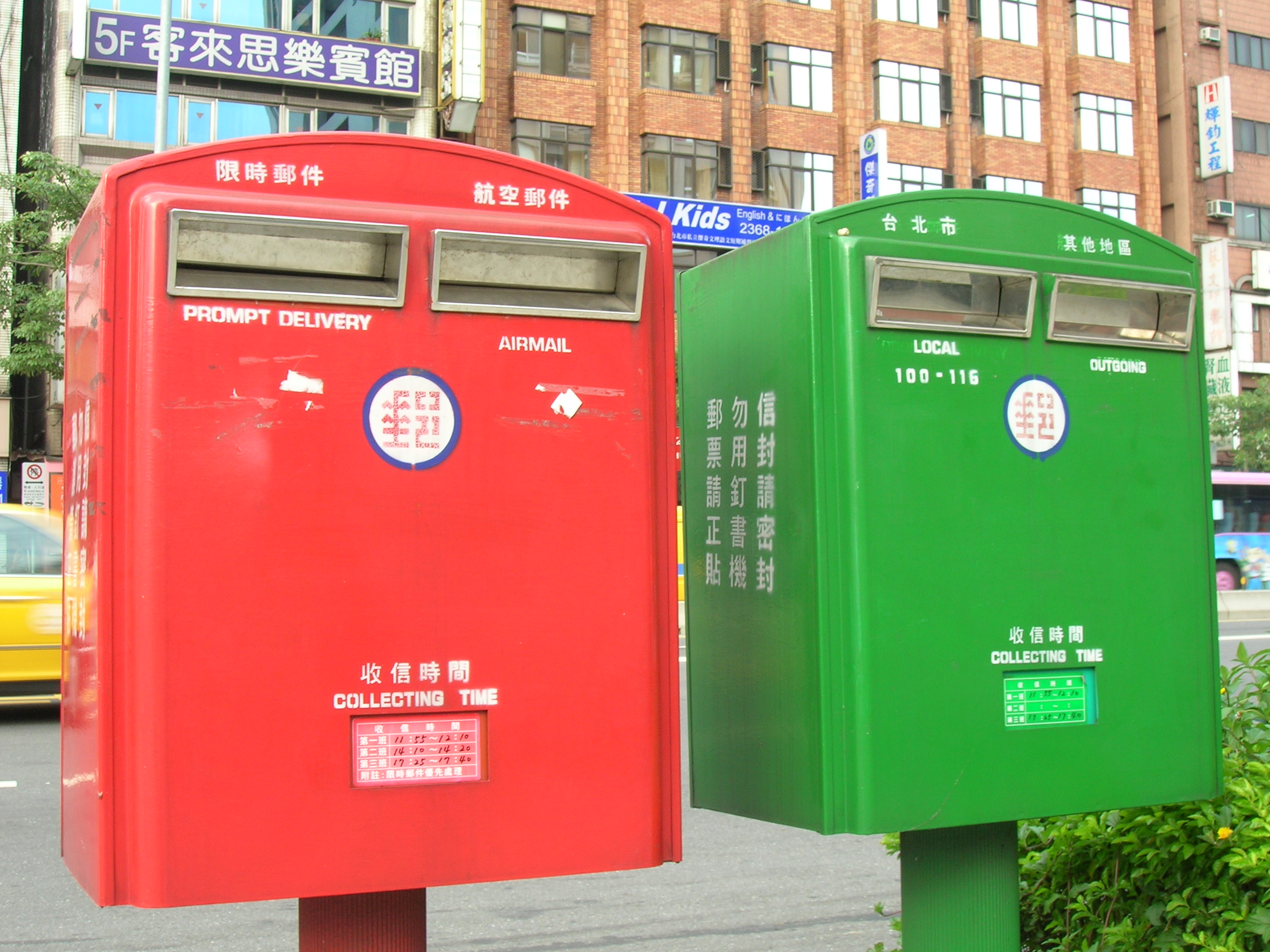
台灣郵筒
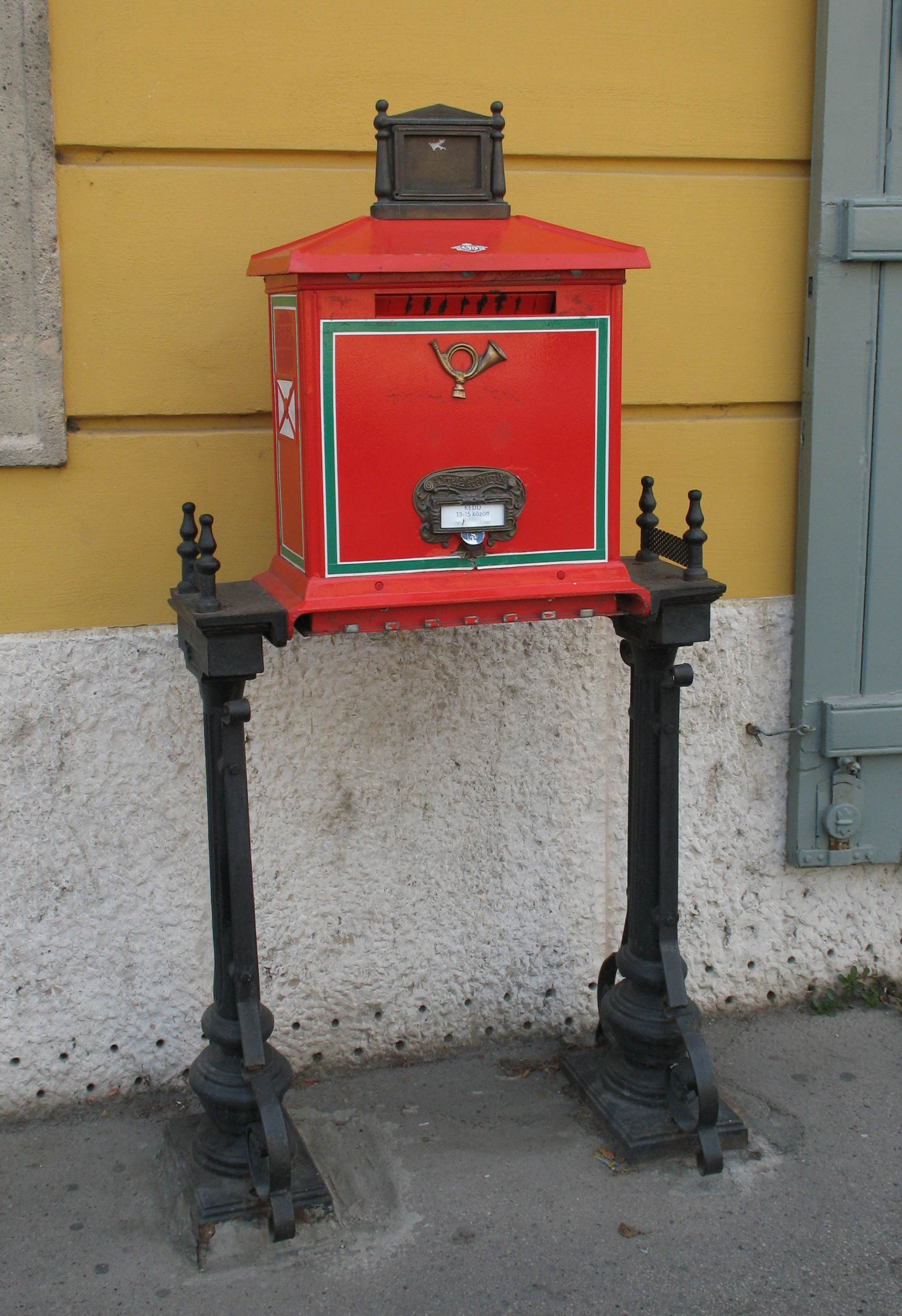
匈牙利
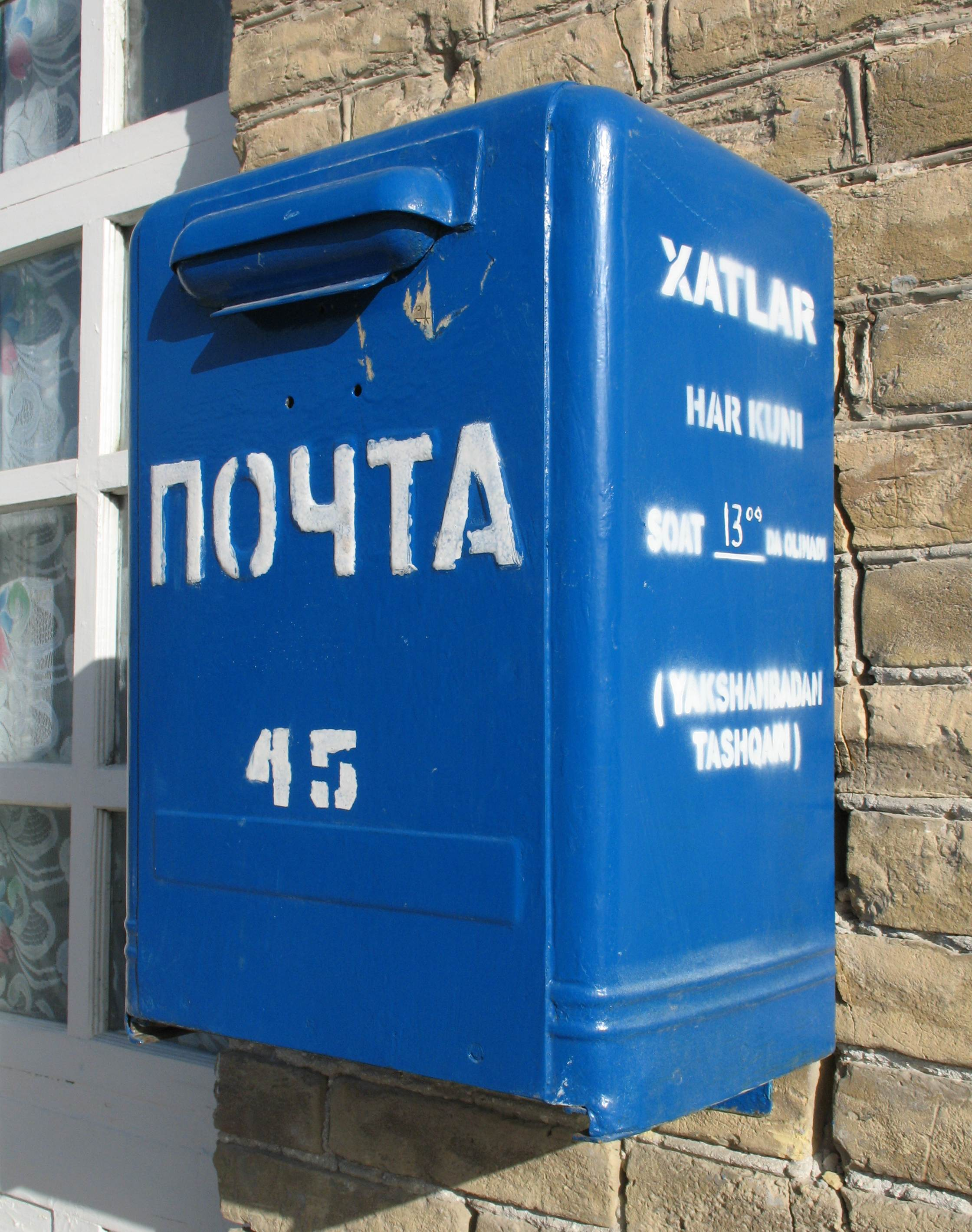
乌兹别克斯坦
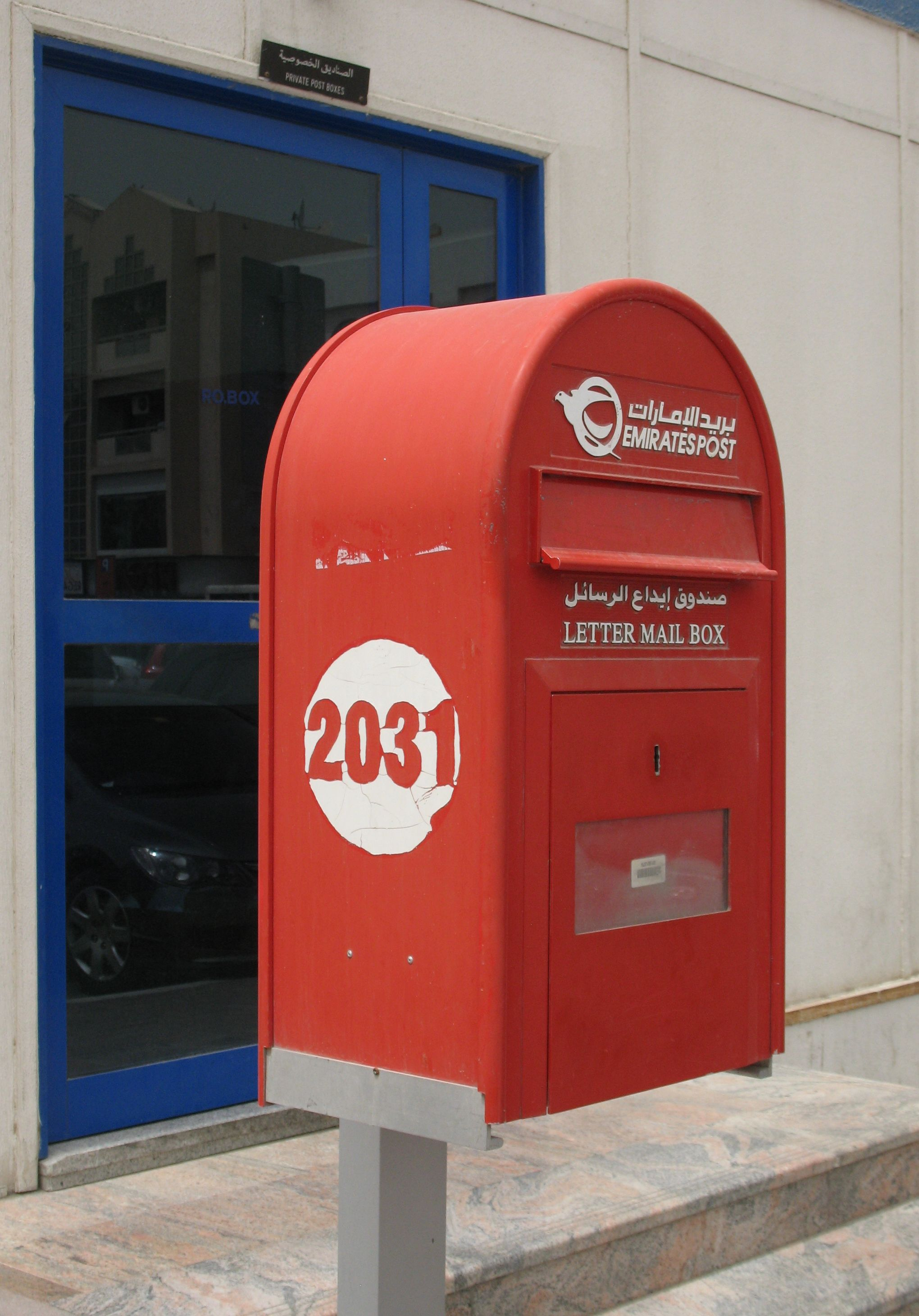
杜拜

## 相關
- 邮件